# Oxeoschistus pervius
Oxeoschistus pervius är en fjärilsart som beskrevs av Otto Thieme 1907. Oxeoschistus pervius ingår i släktet Oxeoschistus och familjen praktfjärilar. Inga underarter finns listade i Catalogue of Life.